# 가체
가체(加髢) 혹은 다리, 다래는 일종의 가발로, 근대 이전 한국의 여성들이 사용하였다. 사회적으로 지위가 높은 여성들과 기생들이 가체를 사용하였다. 서양의 여성들과 마찬가지로 당시의 여성들도 더 크고 무거운 가발이 더 아름답다고 생각하였다. 이러한 상황이 심해지자 1788년 조선 정조는 왕명으로 가체의 사용을 금지하였다(가체 대신 족두리를 쓰라고 했다, 머리를꾸미고 싶으면.). 당시의 가체는 그 길이가 무려 1척(30.3 cm)에 이를 정도였다.
가체는 얹은머리형태로 양반층만이 아니라 일반 서민층 부녀자에게도 크게 유행했으며 좋은 다래로 땋은 머리
를 틀어서 얹은 가체를 행사나 명절에 한번씩 사용하는 것을 큰 자랑이어서 일부 가정에는 재정적 부담이 과중해지는
결과가 일어나기도 했다. 이에 따라 당시에는 부녀자의 가체를 통해 그 집안의 경제 사정을 가늠할 수 있을 정도가 되었다.
그 가체의 무게 때문에 시집오는 처녀가 혼례 중에 혼절하기도 하였다는 기록이 있으며 또한 국가 주요 행사시에 왕의 가족들이 착용할 가체제작에 필요한 머리카락을 각종 공출을 통해 강제 수집하는 등 백성의 불만을 초래하는 경우도 생겨났다.
19세기 들어 양반 계급의 여성들은 족두리를 쓰기 시작하였는데, 이는 가체의 대용품으로 여겨진다. 하지만 기생들은 계속해서 가체를 사용하였다. 여러 가지 장식을 포함한 가체의 무게는 보통 3~4kg정도이다.
가체를 한 머리형을 가체머리 혹은 얹은 머리라고 불렀으며 현대에 와서는 사극에 출현하는 배우들이 가체의 무게에 따른 고통을 토로하기도 한다.

## 가체의 종류
- 대수머리
- 어여머리
- 떠구지머리
- 첩지머리
- 얹은머리

## 여러 나라의 가체

### 중국
초기 가체는 머리카락을 자연스럽게 연장하거나 부피를 증가시키는 용도로 사용되었으나, 명나라와 청나라에서는 그 형태와 기능이 더욱 정교하고 화려해졌습니다.이렇게 변화된 가체는 상류층과 궁중 여성들 사이에서 사용되었습니다. 가체의 크기와 장식이 여성의 우아함과 권위, 그리고 사회적 지위를 나타내는 중요한 수단이 되었습니다.
- 종류

1. 단순 가체 :머리를 자연스럽게 연장하기 위한 기본적인 가체로, 머리의 길이와 풍성함을 강조하는 데 주로 사용되었습니다.
2. 량바오투 :청나라 여성들이 즐겨 착용했던 가체로, 두 개의 큰 머리뭉치가 머리 양옆으로 나뉘어져 있는 독특한 형태입니다. 이는 만주족 여성들이 많이 사용했으며, 명나라의 가체와는 다른 심플한 디자인이 특징입니다.
3. 양파두 :중국 청나라 때에 황후, 후궁, 공주, 궁녀, 입궐하는 여인 등이 황궁 안에서 착용하던 머리장식입니다. 일명 기두(旗頭)라고도 하며, 신분에 따라 장식에 다는 꽃의 색깔 등이 달랐습니다.

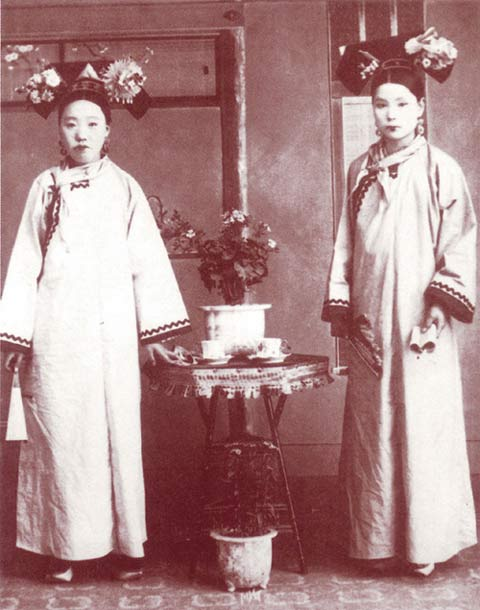
양파두를 착용한 황족 여인

- 사회적 의의: 중국에서 가체는 단순한 머리 장식 이상의 의미를 지녔습니다. 가체는 착용자의 신분과 부를 상징했으며, 그 화려함은 그들의 권력과 지위를 나타내는 중요한 수단이었습니다. 특히 궁중 여성들에게는 가체가 매우 중요한 요소로, 공식적인 자리에서는 가체 착용이 필수였습니다.

## 가체 사진

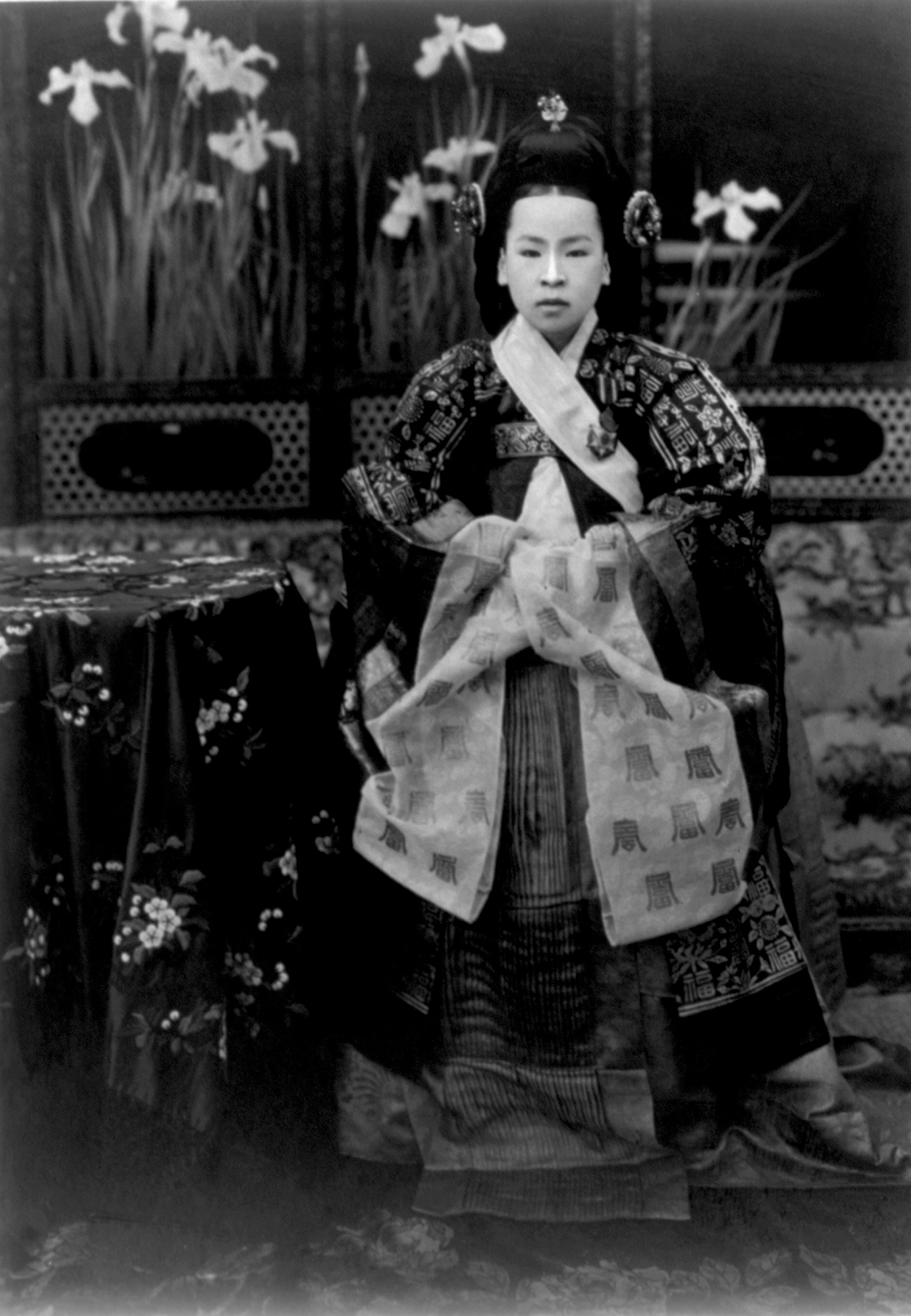
어여머리를 한 순정효황후
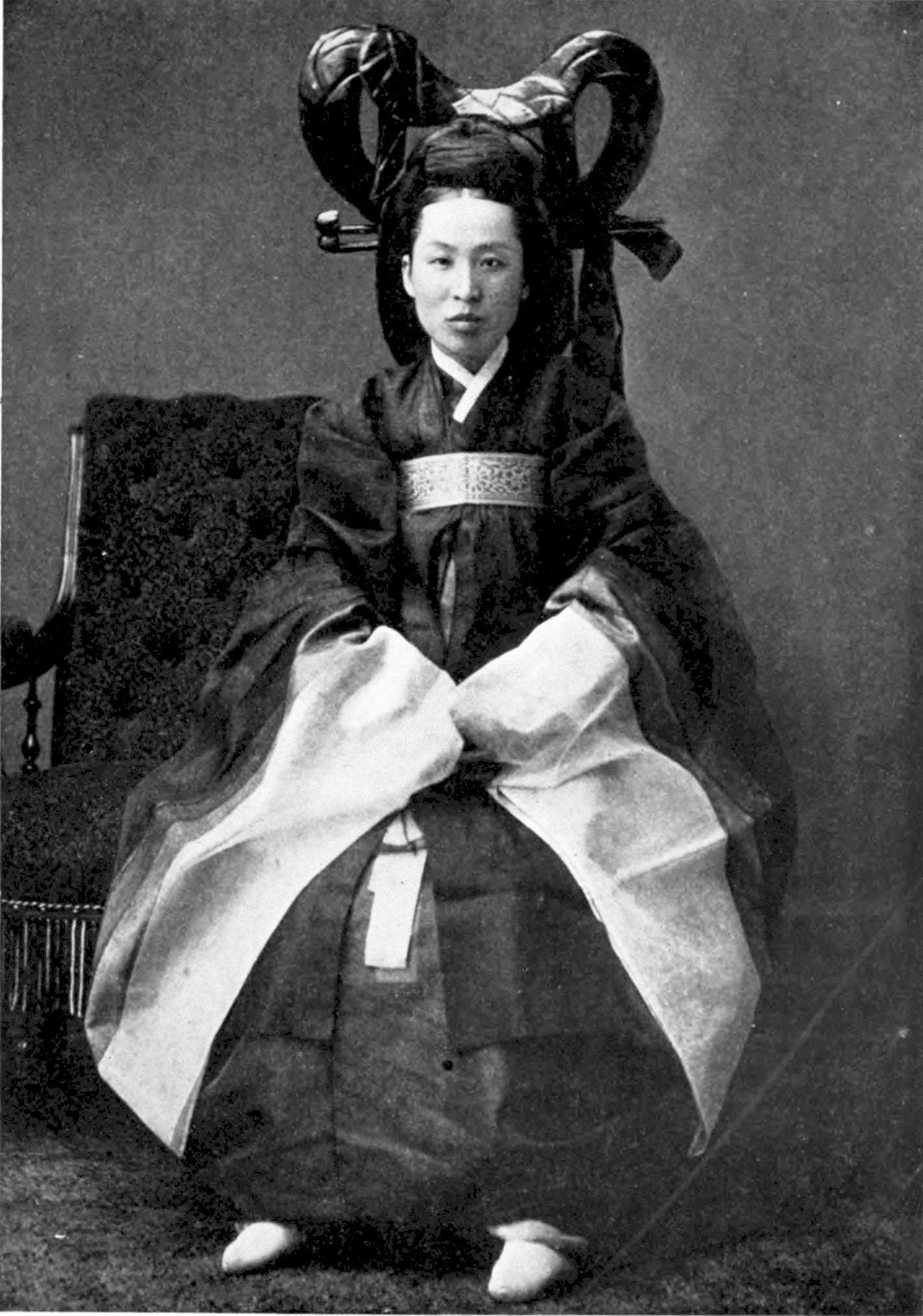
떠구지머리를 한 궁녀
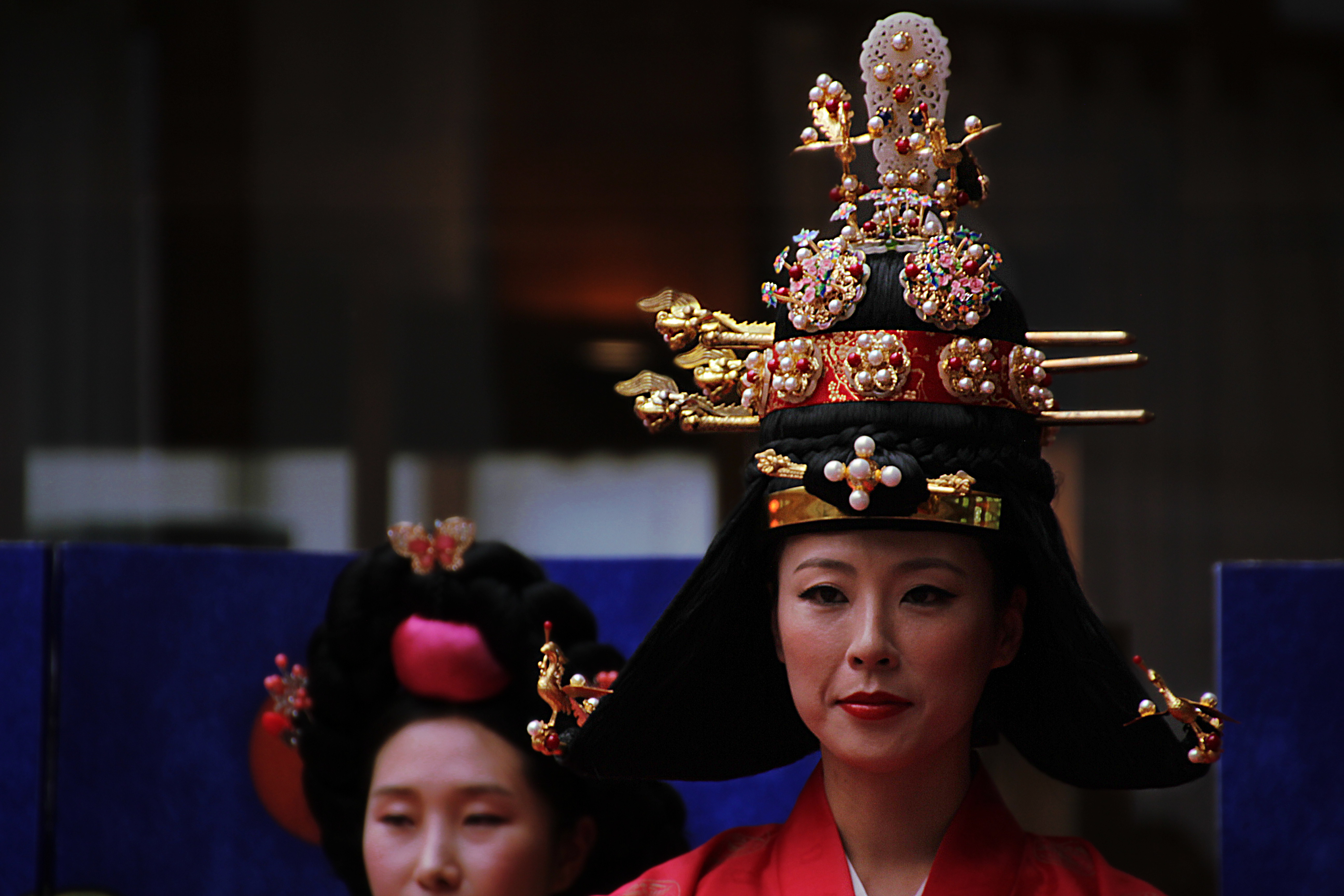
대수머리
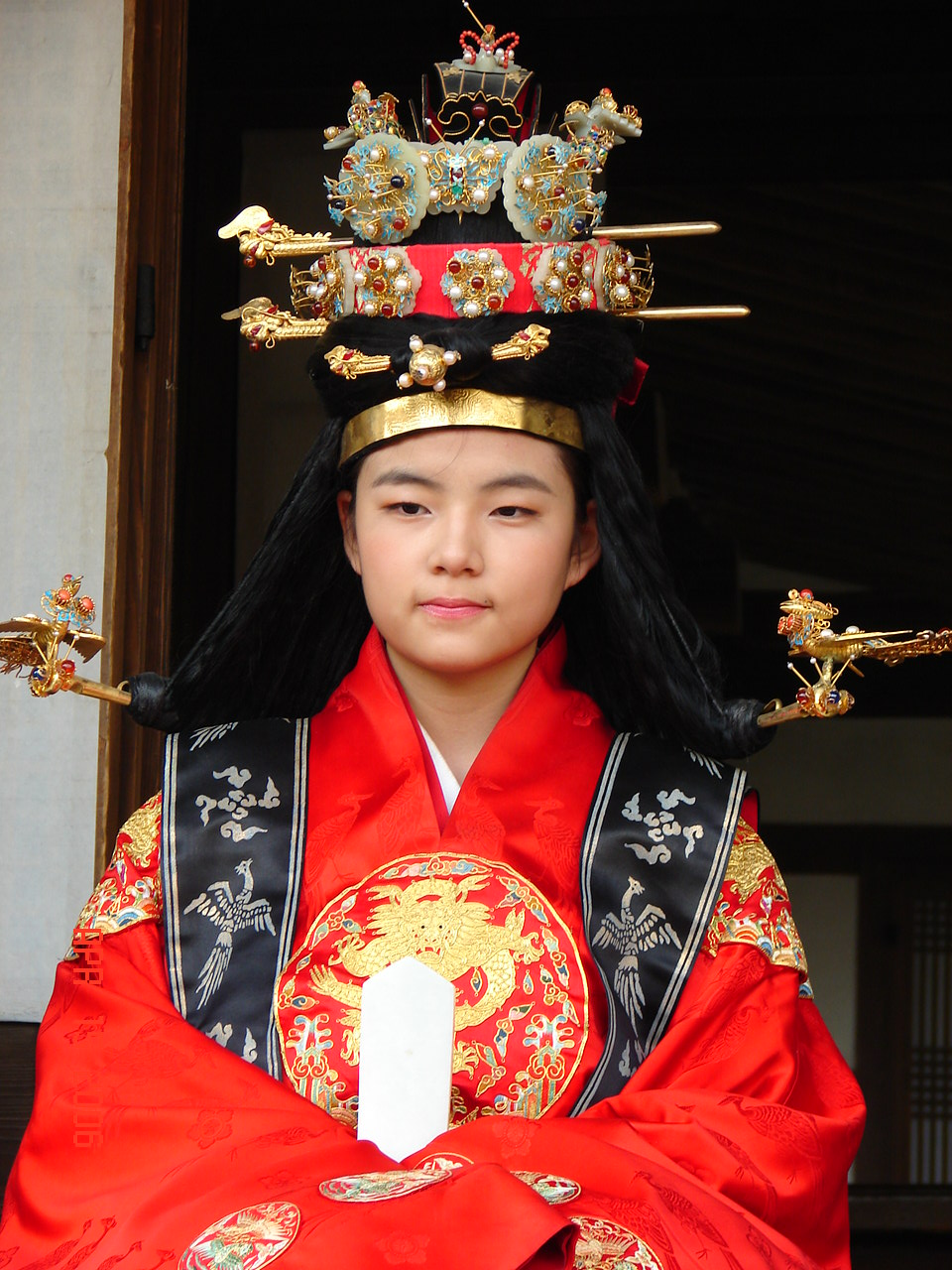
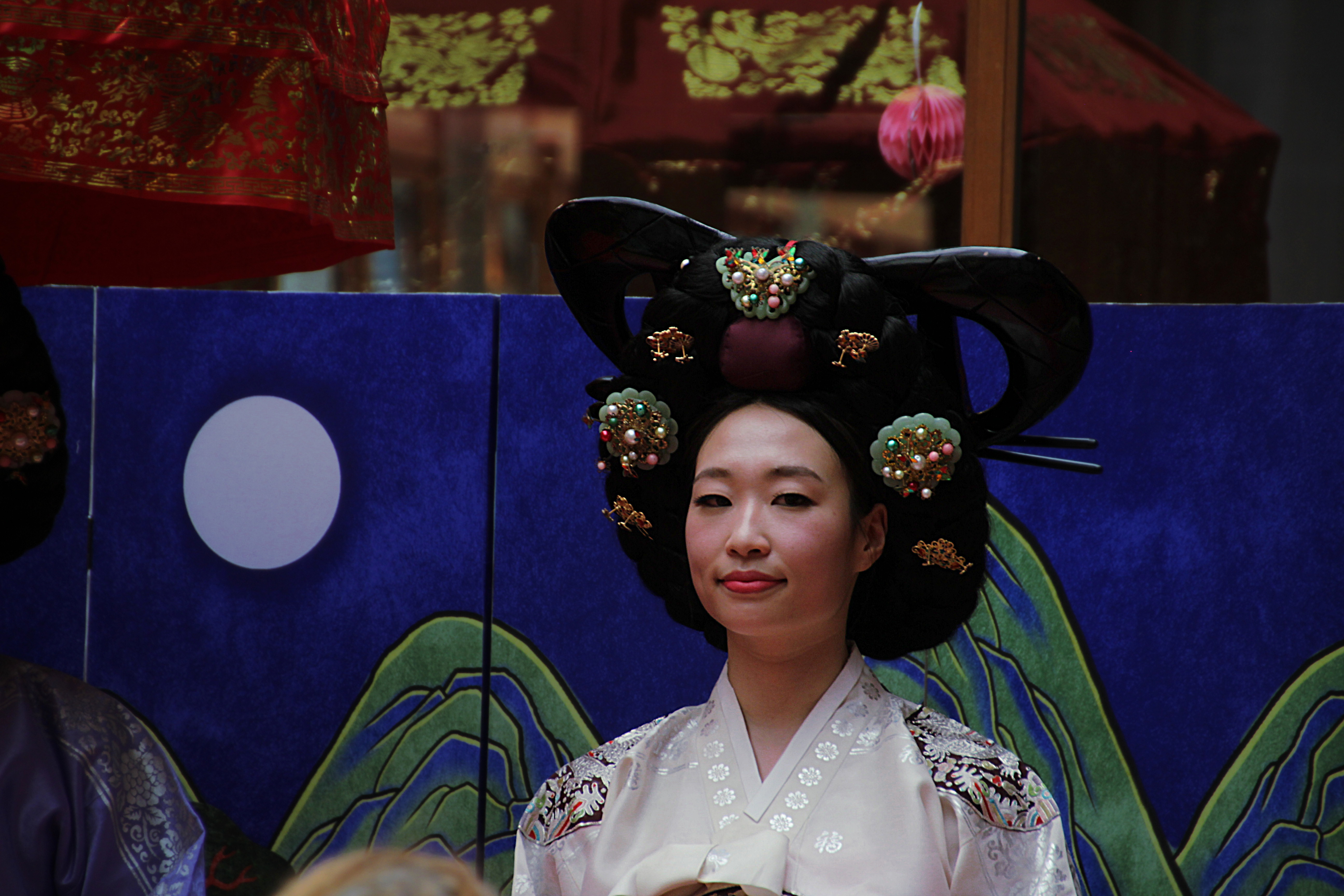
떠구지머리
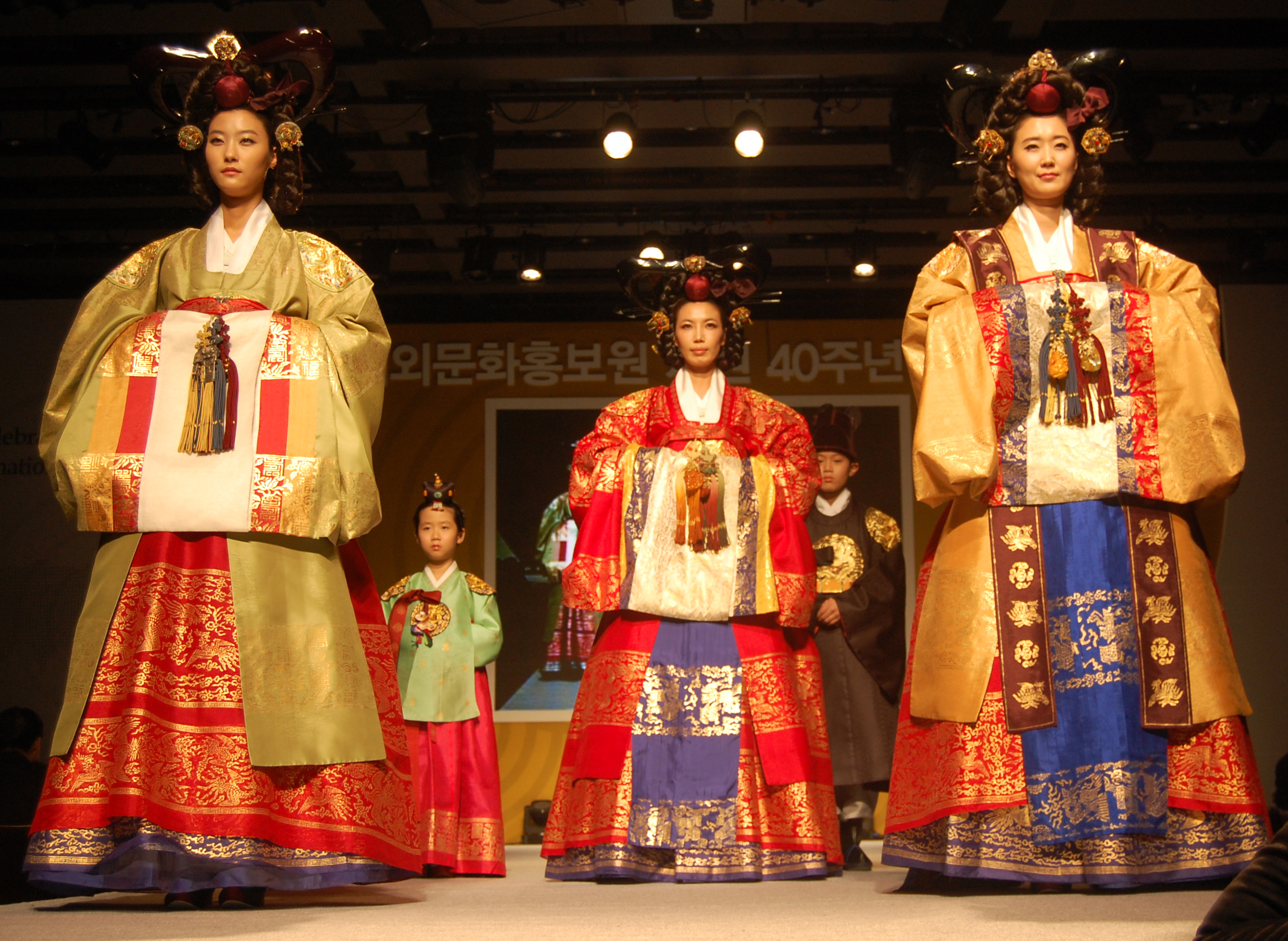
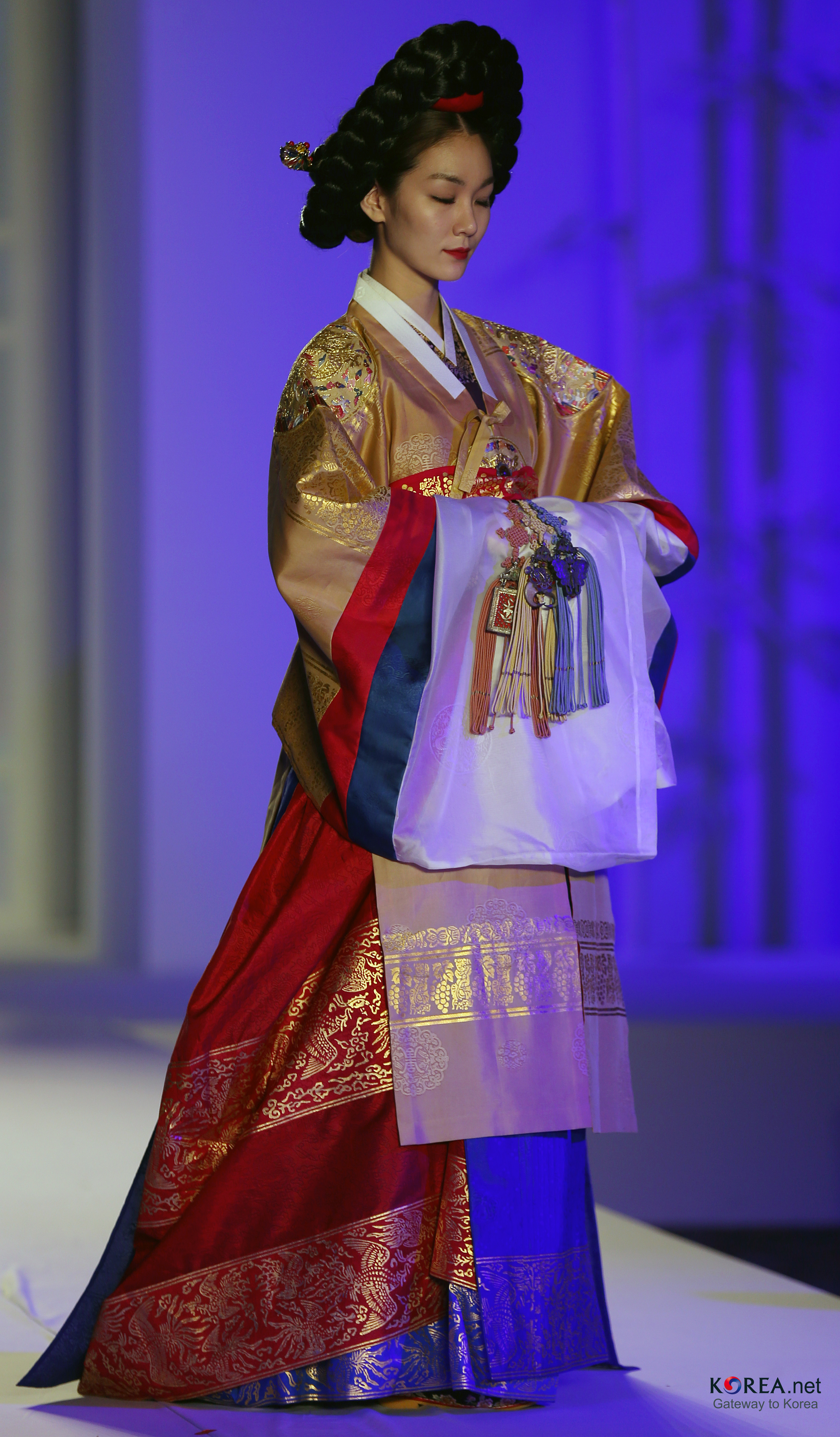
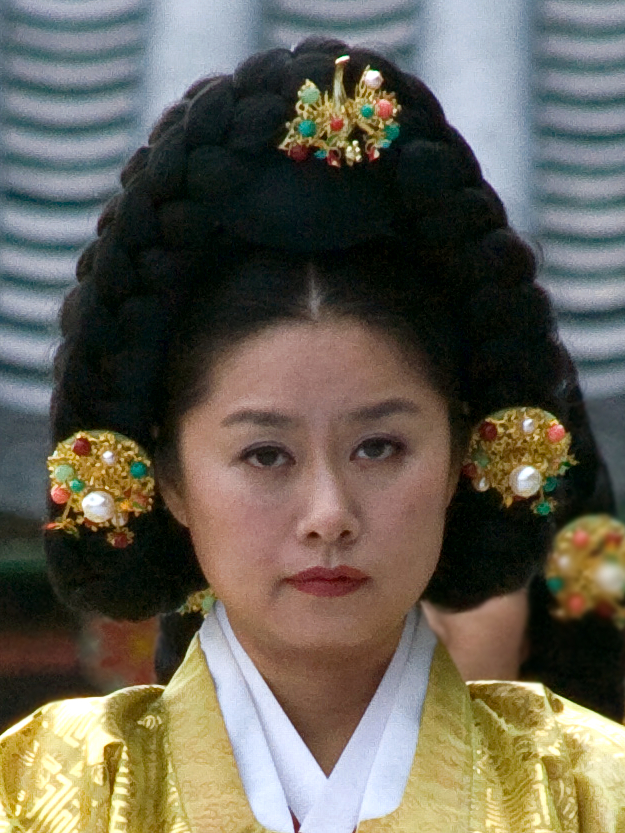
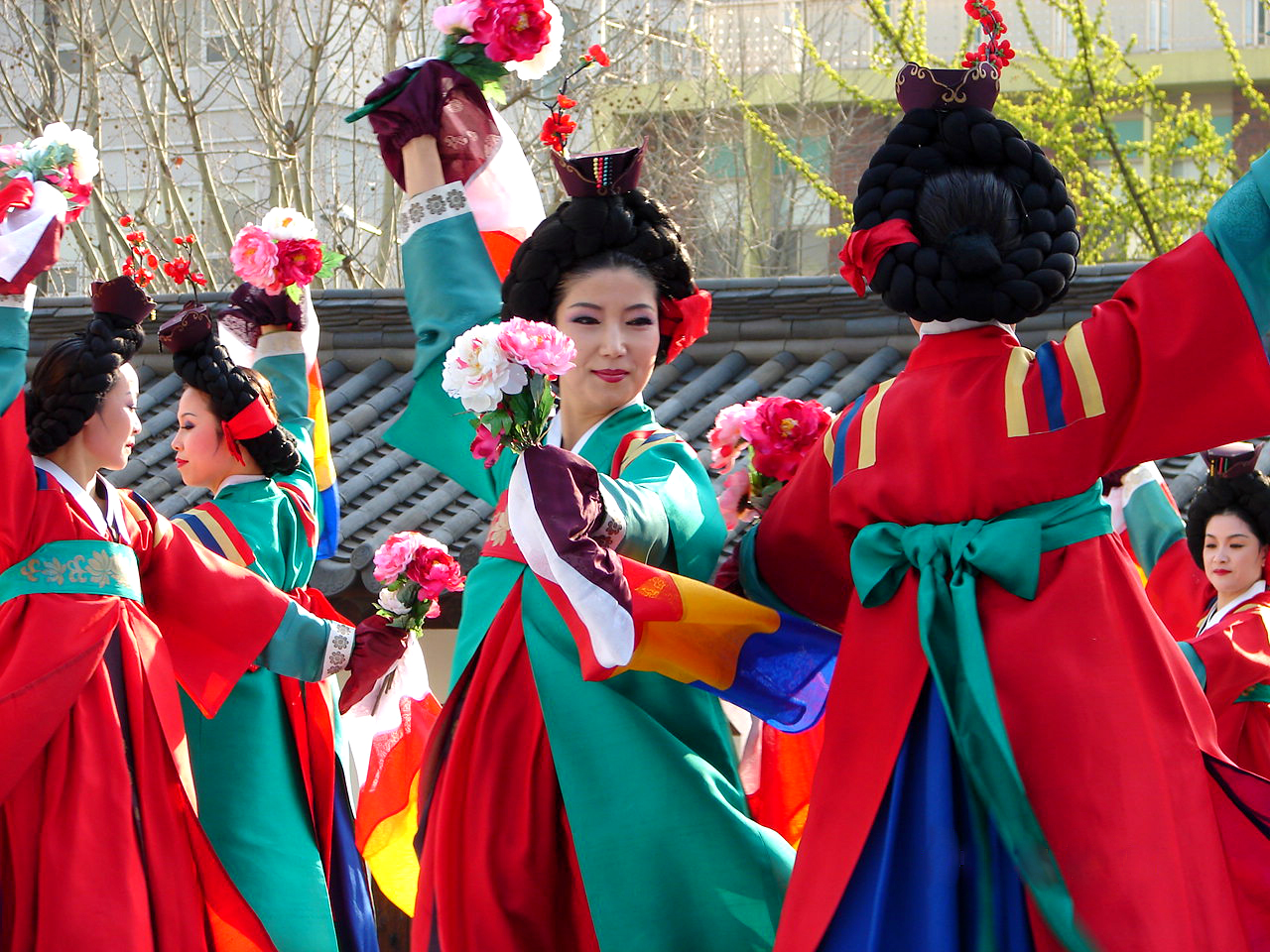

## 민화에 나타난 가체

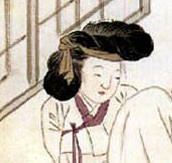
신윤복의 작품
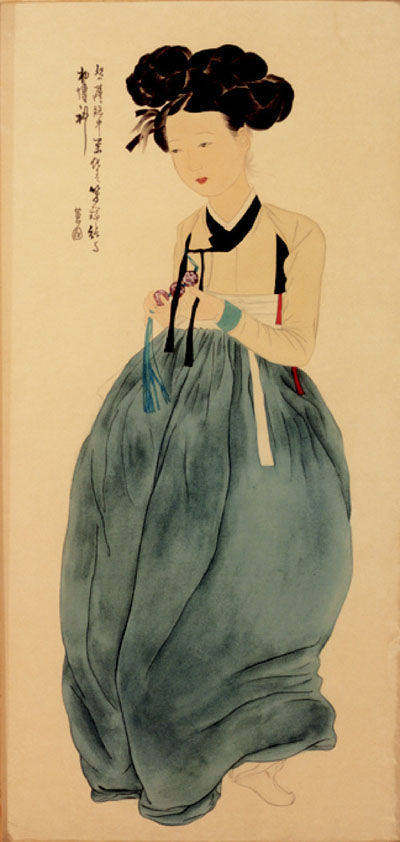
신윤복의 미인도
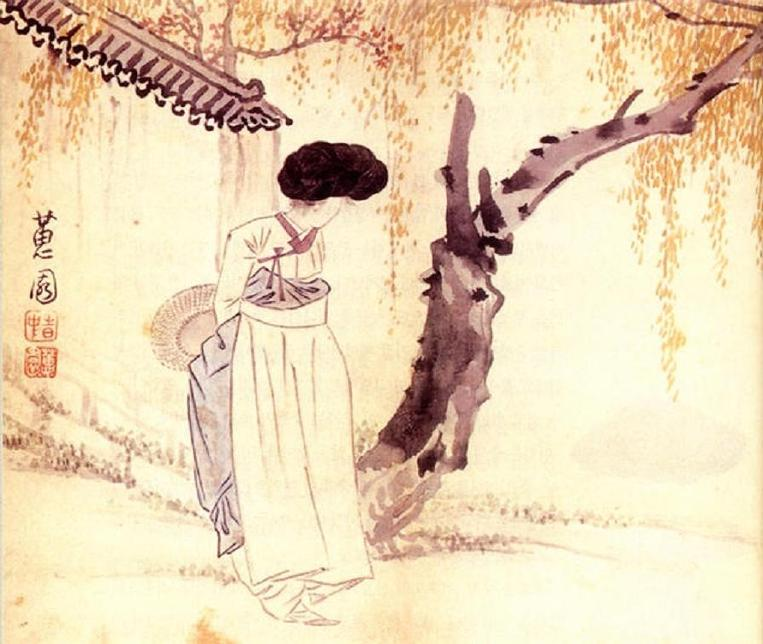
신윤복의 기다림
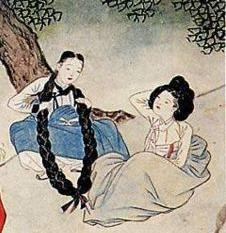
신윤복의 단오풍정
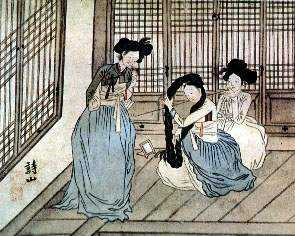
유운홍의 기녀도
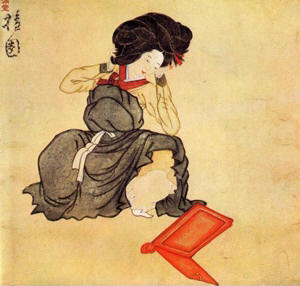
김홍도의 작품
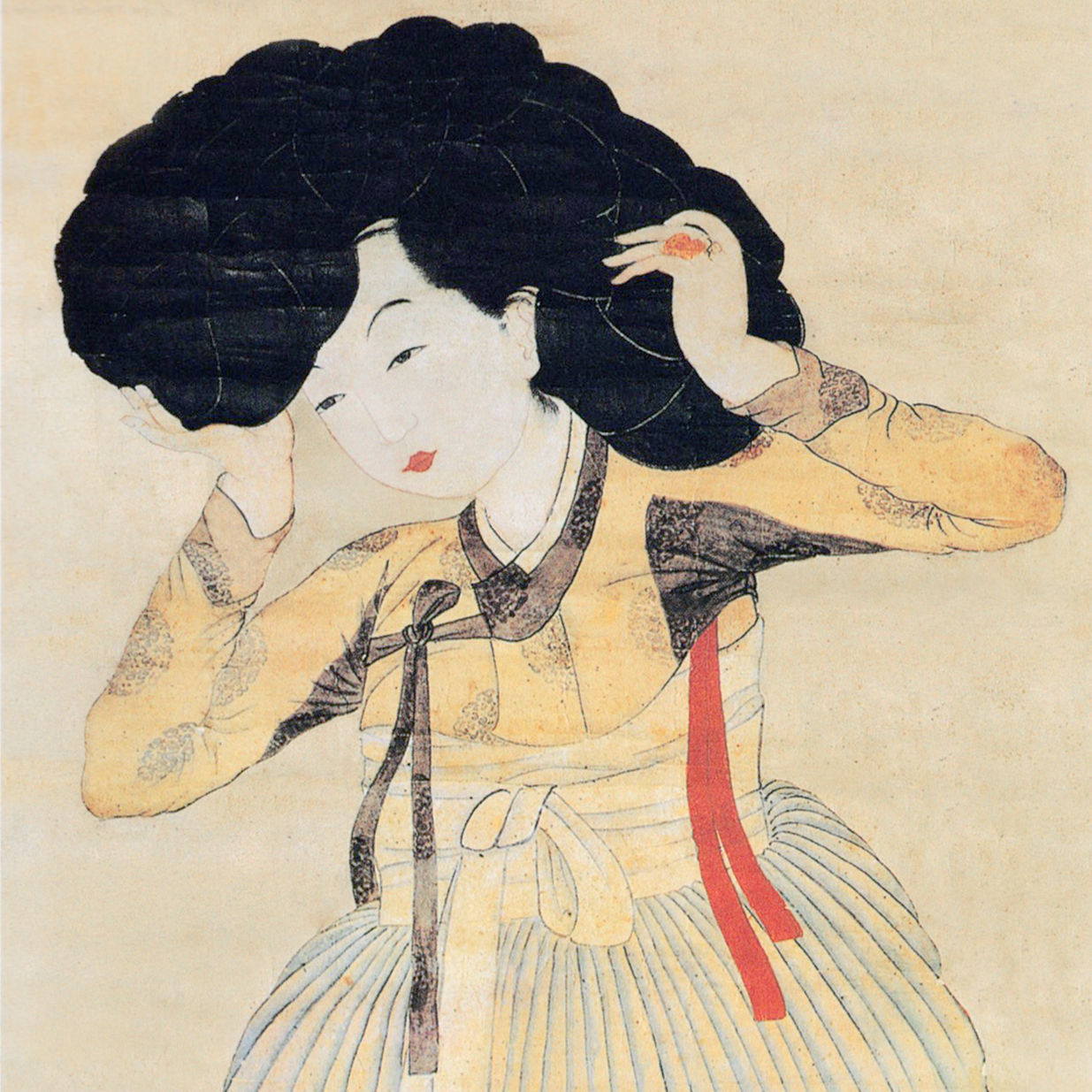
해남 윤씨 종가의 미인도
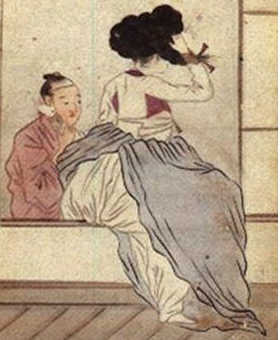

## 같이 보기
- 기생
- 한복
- 족두리